# Klintehamn
Klintehamn est une localité de la côte ouest de l’île de Gotland en Suède, comptant 1350 habitants en 2014. 